# Bryophilacris
Bryophilacris är ett släkte av insekter. Bryophilacris ingår i familjen gräshoppor.
Kladogram enligt Catalogue of Life:
| Bryophilacris | \| \| Bryophilacris cryptica \| \| \| \| \| \| Bryophilacris muscicolor \| \| \| \| |
|               | \| \| Bryophilacris cryptica \| \| \| \| \| \| Bryophilacris muscicolor \| \| \| \| |
|               | Bryophilacris cryptica                                                              |
|               |                                                                                     |
|               | Bryophilacris muscicolor                                                            |
|               |                                                                                     |